# ゲオルギー・ミハイロヴィチ・ロマノフ
ゲオルギー・ミハイロヴィチ・ロマノフ（ロシア語: Гео́ргий Миха́йлович Рома́нов, 1981年3月13日 - ）は、ロシア帝位請求者マリヤ・ウラジーミロヴナ・ロマノヴァの長男で、その推定相続人。ツェサレーヴィチ（皇太子）およびロシア大公の称号、「帝室の殿下（Его Императорское Высочество）」の敬称を用いている。また父方の血統から、プロイセン王子の称号および「王室の殿下（Seine Königliche Hoheit）」の敬称を有している。

## 経歴
1981年、ロシア大公ミハイル・パヴロヴィチ（プロイセン王子フランツ・ヴィルヘルム、最後のドイツ皇帝ヴィルヘルム2世の曾孫）と、ロシア帝位請求者ウラジーミル・キリロヴィチの一人娘マリヤとの間の一人息子として、マドリードで生まれた。洗礼の代父は同じ正教徒の前ギリシャ王コンスタンティノス2世であり、洗礼式にはスペイン王フアン・カルロス1世夫妻、前・ブルガリア王シメオン2世夫妻も出席した。
ゲオルギーは生まれて間もなく外祖父のウラジーミルからロシア大公の称号を与えられた。これに関して、ロマノフ家協会の総裁ヴァシーリー・アレクサンドロヴィチ公は「ロマノフ家協会は、プロイセン王家の慶事がロマノフ家には関係のないことであるため、新しく生まれた王子がロシア帝室およびロマノフ家のいずれの成員でもないことを宣言する」という声明を出した。
ウラジーミルには男子の相続人がなかったため、母マリヤは将来の「家長位」世襲を見越して息子の名前を「プロイセン王子ゲオルク」から「ロシア大公ゲオルギー」に変更したいとフランス当局に申し出た。しかしこの申請はフランス司法省によって却下された。両親は1982年に別居し、1985年に離婚した。ゲオルギーは母親に引き取られた。父はロシア大公の称号を称するのを止めたが、息子ゲオルギーのドイツ入国許可証を取得しており、「プロイセン王子ゲオルク」という名前で登録されている。
ゲオルギーは幼少期をフランスで過ごし、その後スペインに移住した。ゲオルギーは母および外祖母のレオニーダとともに、母の異父姉にあたる富豪の女子相続人ヘレン・カービーの邸宅に住んだ。
1992年に外祖父のウラジーミルが亡くなると、母マリヤがロシア帝位請求者の地位を相続した。マリヤは一人息子のゲオルギーを推定相続人に指名し、ツェサレーヴィチの称号を与えた。マリヤ母子のロシア家長位の主張は、ロマノフ家協会の支持を受けるニコライ・ロマノヴィチ・ロマノフおよびドミトリー・ロマノヴィチ・ロマノフの家長位請求、カール・エミッヒ・ツー・ライニンゲンの家長位請求と競合状態にある。
1996年、母と祖母はゲオルギーの家庭教師に、ロシア連邦大統領ボリス・エリツィンの元・警護官を雇い入れた。またゲオルギーはロシア海軍学校で学ぶ予定だったが、いじめを受ける可能性が高かったため取りやめになった。結局ゲオルギーはイギリスで教育を受け、オックスフォード大学セント・ベネッツ・ホールで学んだ。
大学卒業後、ゲオルギーはブリュッセルの欧州議会で働き、欧州委員会副委員長兼エネルギー・運輸担当大臣のロヨラ・デ・パラシオのスタッフを務めた。その後、欧州委員会の原子力エネルギー・安全部局に所属した。2008年12月、ゲオルギーはロシアのノリリスク・ニッケル社会長の補佐職を務めることになった。2014年1月にノリリスクを退社、ブリュッセルにRomanoff＆PartnersというPRエージェンシーを開いた。
2021年、サンクトペテルブルクの聖イサアク大聖堂でイタリア人のレベッカ・ベッタリーニと結婚した。ベッタリーニはイタリアの外交官ロベルト・ベッタリーニの娘で、結婚の為に前年ロシア正教会に改宗し、ヴィクトリヤ・ロマノヴナと改名していた。これは帝政以降にロシア国内で初めて行われた皇帝の子孫の結婚式となった。2022年10月21日、第一子・長男となるアレクサンドル・ゲオルギエヴィチ公子殿下（His Serene Highness Prince Alexander Georgievich）が誕生したと発表された 。

## 栄典
- ヴィラ・ヴィソーザ無原罪の御宿り騎士団（英語版）十字勲章（2019年 - ）[12][13]